# Soleichthys microcephalus
Soleichthys microcephalus är en fiskart som först beskrevs av Günther 1862.  Soleichthys microcephalus ingår i släktet Soleichthys och familjen tungefiskar. Inga underarter finns listade i Catalogue of Life.